# Clorură de amoniu
Clorura de amoniu (Salmiac, țipirig,
NH4Cl) este o sare solubilă în apă, care cristalizează în sistemul cubic. După modul de creștere a temperaturii se disociază în amoniac NH3 și clorură hidrică (acid clorhidric) HCl sub formă gazoasă, până la temperatura de 340 °C are loc un proces de sublimație a clorurii de amoniu (forma termodinamică de trecere a unei substanțe din forma de agregare solidă direct în forma gazoasă).
Clorura de amoniu se topește la o presiune atmosferică normală la temperatura de 520  °C la acest proces fiind necesară prezența apei, ca și aliment are numărul de identificare codificat E 510.

## Răspândire
Sub formă naturală clorura de amoniu se poate găsi ca un mineral cunoscut sub numele de Salmiac (lat. sal ammoniacum = sarea lui Ammon), deoarece în Egiptul antic se afla în apropierea templului închinat zeului Ammon, mineralul fiind pe atunci confundat cu halitul.

## Utilizare
Clorura de amoniu are în prezent o utilizare pe scară largă în industria frigorifică, tăbăcărie și industria coloranților.
De asemenea este utilizat în procesele de zincare, cositorire, proces care se bazează pe proprietatea lui de a forma cu oxizi metalici cloruri volatile, care au funcția de curățire a suprafeței metalice.
In medicină este folosit ca expectorant (fluidifiant al secrețiilor bronhice).
La baterii, acumulatoare cu cărbune și zinc este folosit ca electrolit (soluție care devine bun conducător electric în cazul formării ionilor care determină o diferență de potențial).
Mai este utilizat și în industria alimentară, sau ca fumigen  în cazul răcirii temperaturii a producerii fumului protector al serelor sau livezilor cu pomi fructiferi.

## Obținere pe cale sintetică
Clorura de amoniu se poate obține prin neutralizarea unei soluții apoase de amoniac cu acid clorhidric, și printr-un proces de recristalizare și purificare din soluția saturată obținută:
{\displaystyle \mathrm {NH_{3}(aq)+HCl(aq)\longrightarrow NH_{4}Cl(s)} }
Clorura de amoniu apare ca produs secundar în procesul de obținere a bicarbonatului de sodiu în procedul Solway:
{\displaystyle \mathrm {NaCl+CO_{2}+NH_{3}+H_{2}O\longrightarrow NaHCO_{3}+NH_{4}Cl} }

## Proprietăți
Clorura de amoniu are o solubilitate bună în apă, soluțiile apoase cu o concentrație de 1% au avut o reacție acidă cu o valoare pH de 5,5. Clorura de amoniu se dizolvă greu în etanol, fiind insolubil în acetonă  și eter.
În reacție cu o bază tare, se eliberează amoniac sub formă gazoasă:
{\displaystyle \mathrm {NH_{4}Cl+KOH\longrightarrow NH_{3}+KCl+H_{2}O} }
1. ↑   http://www.cdc.gov/niosh/npg/npgd0029.html Lipsește sau este vid: |title= (ajutor)